# Николо-Ям
Николо-Ям — деревня в Кимрском районе Тверской области, входит в состав Неклюдовского сельского поселения.

## География
Деревня расположена на берегу реки Большая Пудица в 6 км на запад от центра поселения деревни Неклюдово и в 45 км на север от райцентра города Кимры.

## История

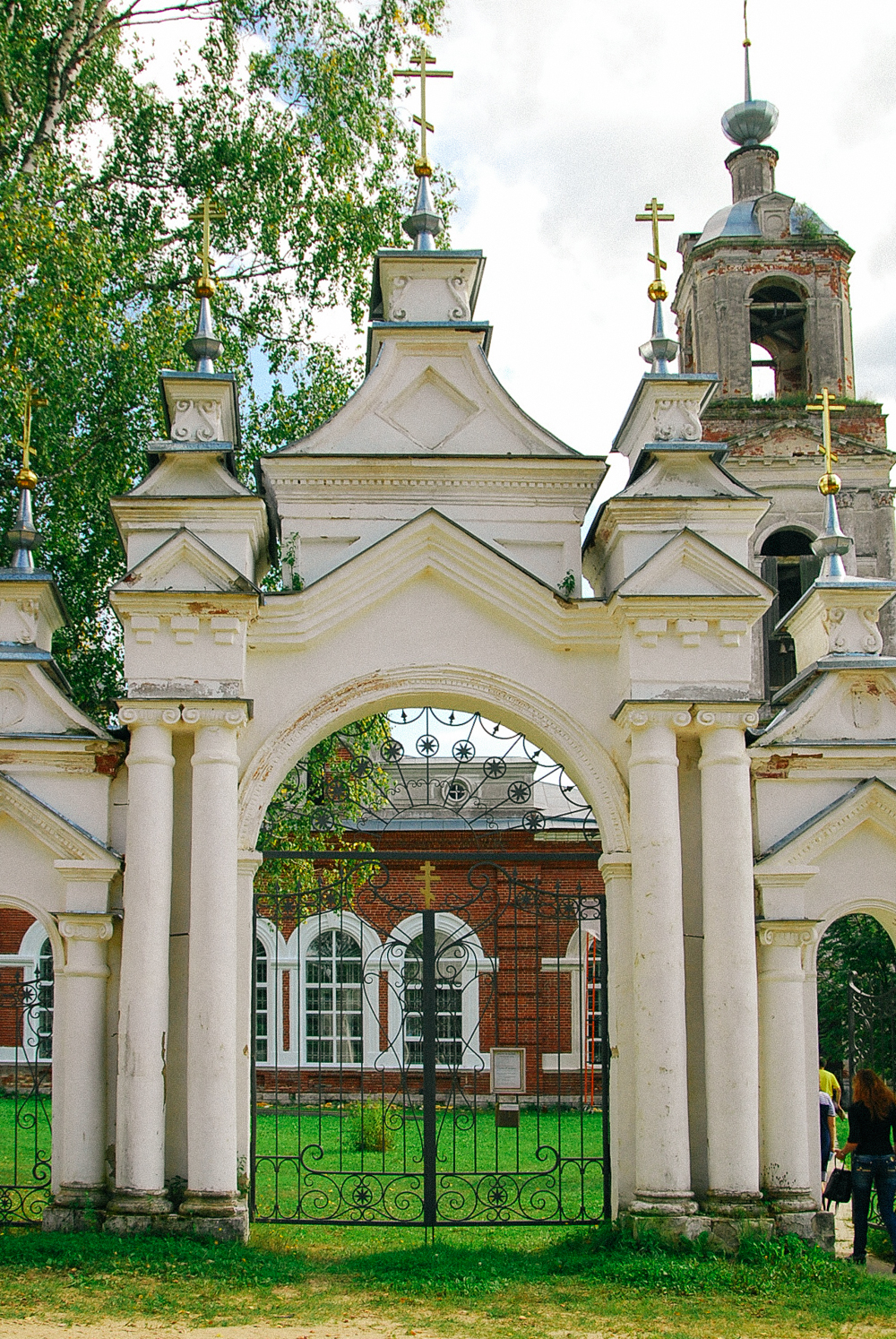
Церковь Николая Чудотворца. 2018 год

В 1794 году на погосте Никольский, что на Яму была построена каменная Никольская церковь с 3 престолами, метрические книги с 1780 года. 
В конце XIX — начале XX века деревня вместе с погостом входила в состав Паскинской волости Корчевского уезда Тверской губернии. 
С 1929 года деревня входила в состав Николо-Ямского сельсовета Кимрского района Кимрского округа Московской области, с 1935 года — в составе Калининской области, с 1994 года — в составе Неклюдовского сельского округа, с 2005 года — в составе Неклюдовского сельского поселения.

## Население
| 1859 | 1887 | 2002 | 2010 |
| ---- | ---- | ---- | ---- |
| 80   | ↗87  | ↘15  | ↘1   |

## Достопримечательности
В деревне расположена действующая Церковь Николая Чудотворца (1794).